# فرانک مارشال (تهیه‌کننده)
فرانک مارشال (انگلیسی: Frank Marshall؛ زادهٔ ۱۳ سپتامبر ۱۹۴۶) یک هنرپیشه، کارگردان، بازیکن فوتبال، و تهیه‌کننده اهل ایالات متحده آمریکا است. وی از سال ۱۹۶۸ میلادی تاکنون مشغول فعالیت بوده‌است.